# تشويو ياماناشي
تشويو ياماناشي (بالإنجليزية: Chūō, Yamanashi)‏ هي مدن اليابان تقع في اليابان في ياماناشي (محافظة).[بحاجة لمصدر]  يقدر عدد سكانها بـ 31,038 نسمة ومساحتها 31.81 كم2 .